# Francisco Guerrero
Francisco Guerrero (4 oktober 1528 - 8 november 1599) was een Spaanse componist uit de Hoogrenaissance.

## Levensloop
Guerrero werd geboren in Sevilla. Als adolescent was hij lid van het koor van de kathedraal van Sevilla, studeerde muziek bij zijn broer Pierre, en was leerling van Cristóbal de Morales. In 1546, op zeventienjarige leeftijd, werd hij benoemd tot kapelmeester van de kathedraal van Jaén. Voordat hij dertig werd, genoot hij al een uitzonderlijke reputatie en sommige van zijn werken werden in het buitenland gepubliceerd. Daarna werkte hij in het koor van de kathedraal van Sevilla. Hij maakte vele reizen door Spanje en Portugal, in dienst van Keizer Maximiliaan II, en bracht een jaar door in Italië (1581-1582).
In 1588, op zijn zestigste, vertrok hij op een rondreis door het Heilige Land. Op de terugreis werd hij gevangengenomen door piraten. Na het betalen van losgeld werd hij vrijgelaten. Hij schreef er een boek over dat later een groot succes werd, El viage de Hierusalem (De reis naar Jeruzalem), gepubliceerd in 1590. De afkoopsom en publicatie van zijn boek brachten Francisco in financiële problemen, uiteindelijk werd hij voor het niet betalen van zijn schulden gevangengezet. De bisschop van Sevilla nam Francisco onder zijn hoede en hij werd weer meester van de kapel. Hij stierf in Sevilla tijdens de pestepidemie van 1599.
Guerrero bracht minder tijd door in Italië dan Victoria en Morales. Hij componeerde in grotere mate wereldlijke werken. Hij schreef veel instrumentaal werk en een aanzienlijk aantal sacrale vocale werken. Net als zijn Spaanse tijdgenoten maakte hij gebruik van homofonie, waarbij één stem domineerde en andere daaraan ondergeschikt waren.
Hij componeerde negentien missen en honderdvijftig verschillende liturgische stukken (motetten, psalmen, vespers), evenals sacrale en profane liederen.